# 복전 (청나라)
유헌친왕(裕憲親王, 1653년 9월 8일 ~ 1703년 8월 10일)은 중국 청나라의 황족 종실이며 본명(本名)은 아이신줴뤄 푸취안(愛新覺羅 福全, 애신각라 복전)이다.

## 생애
그는 일찍이 황족 종실(皇族 宗室) 지위로 무원대장군(抚远大將軍)을 지냈으나 1690년 11월 오란포통(烏蘭布通) 전투에서의 과실(실수)을 이유로 같은 안북대장군(安北大將軍) 신분인 이복 아우 화석공친왕 창닝(和碩恭親王 常寧)과 함께 의정 참여권이 박탈되고, 의정왕대신회의에서 축출되었다.

## 가족 관계
- 부황 : 청나라 제3대 황제 순치제(順治帝)
- 친모 : 영각비 동악씨(寧慤妃 蕫鄂氏)
- 정실 : 적복진 서로극씨 - 이등시위 명안도의 딸
  - 장녀 : 미상 (1671년 ~ 1675년) - 요절
  - 장남 : 창전 (1675년 ~ 1677년) - 요절
  - 4녀 : 미상 (1680년 ~ 1683년) - 요절
- 측실 : 측복진 과이가씨 - 애탑의 딸
  - 5녀 : 미상 (1681년 ~ 1682년) - 요절
  - 3남 : 화석유친왕 보태 (1682년 ~ 1730년)
  - 5남 : 도친왕 보수 (1684년 ~ 1706년)
- 측실 : 서복진 도색례씨 - 서덕원의 딸
  - 4남 : 보안 (1683년 ~ 1686년) - 요절
- 측실 : 서복진 납라씨 - 상납매의 딸
  - 6녀 : 군주 (1700년 ~ 1733년)
  - 부마 : 과이심 달이한친왕 나복장곤포
  - 7녀 : 군주 (1701년 ~ 1732년)
  - 부마 : 옹우특다라두릉군왕 창금
  - 8녀 : 미상 (1703년 ~ 1704년) - 요절
- 측실 : 서복진 양씨 - 묵색의 딸
  - 6남 : 보영 (1701년 ~ 1705년) - 요절
- 측실 : 서복진 부찰씨 - 눌이도의 딸
- 측실 : 서복진 색이탁씨 - 오실의 딸
  - 3녀 : 미상 (1680년 ~ 1683년) - 요절
- 측실 : 소복진 양씨 - 양안의 딸
  - 차남 : 청승 (1678년 ~ 1680년) - 요절

## 같이 보기
- 입팔분공